# District de Vouziers
Le district de Vouziers est une ancienne division territoriale française du département des Ardennes de 1790 à 1795.
Il était composé des cantons de Vouziers, Attigny, le Chêne, Machaux, Saint Morel, Tourteron, Vandy et Voncq.